# 문래섬
문래섬은 경상남도 고성군 삼산면에 있는 섬이다. 특정도서로 지정하여 관리되고 있다.

## 특정도서
문래섬은 해안사구가 발달하고, 해안무척추동물상이 풍부하여 「독도 등 도서지역의 생태계보전에 관한 특별법」에 의거 특정도서로 지정되었다.
- 지정번호 : 제154호
- 면적 : 5,058m2
- 지번 : 경상남도 고성군 삼산면 두포리 산343